# Боднант

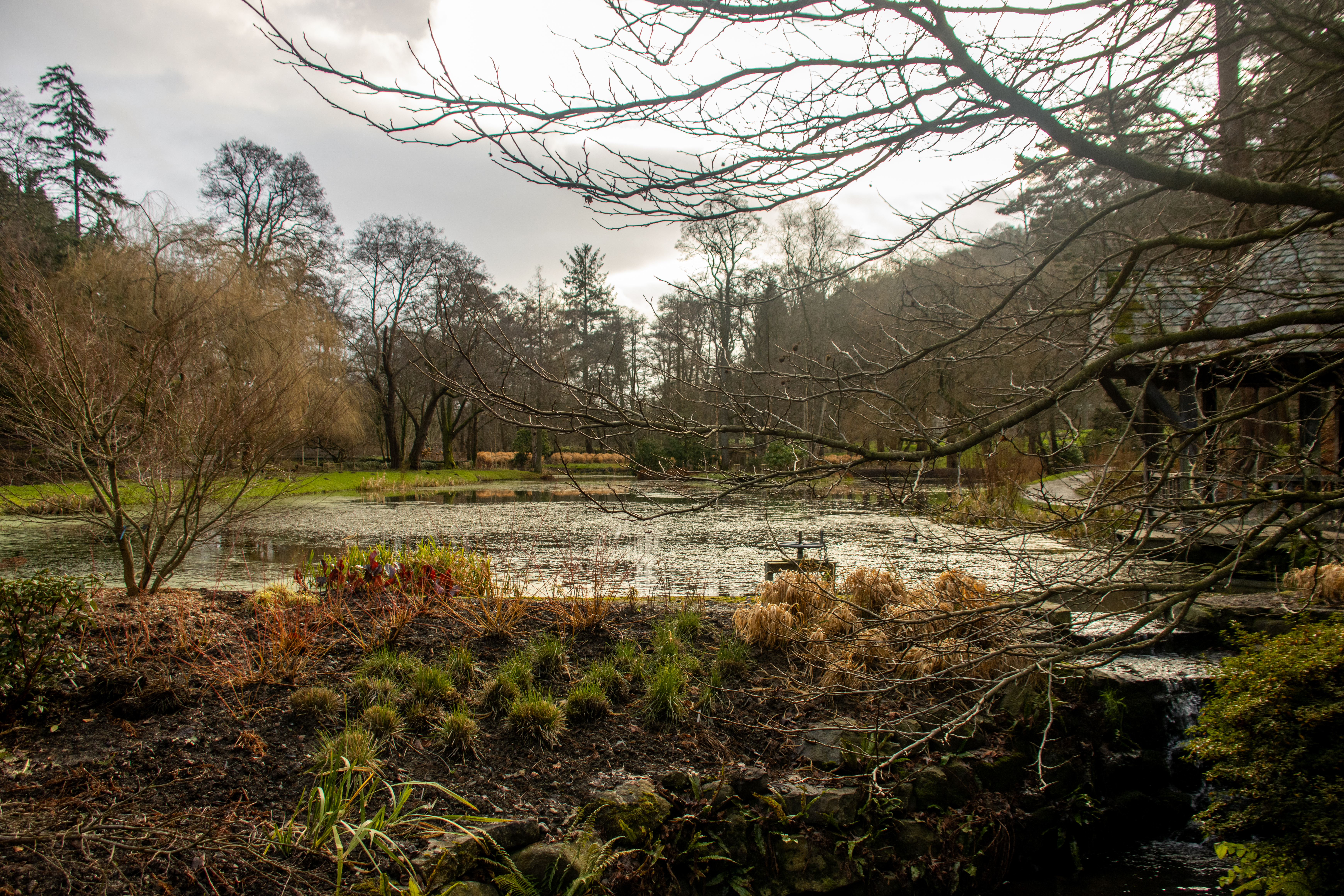

Боднант (валл. Gardd Bodnant, англ. Bodnant Garden) — сад в Северном Уэльсе. Расположен в долине реки Конуи.
Несмотря на то, что ещё в середине XVIII века на территории сада появилось первое поместье, датой основания парка принято считать 1875 год, именно в этот период ландшафтный архитектор Эдвард Мильнер начинает формировать здесь викторианский сад по заказу Генри Девиса Почина, английского промышленника, владевшего поместьем. Впоследствии потомки помещика продолжили облагораживать парк новыми растениями, благодаря чему Боднант превратился в место, где собраны представители флоры всей планеты, способные адаптироваться в валлийском климате.
Важная достопримечательность сада — гигантские секвойи, привезённые в начале XX века из американского штата Орегон.
Боднант выглядит потрясающе во все времена года, но особенно красив весной во время цветения знаменитой 55-метровой арки, увитой желтым лабурнумом.

## Галерея

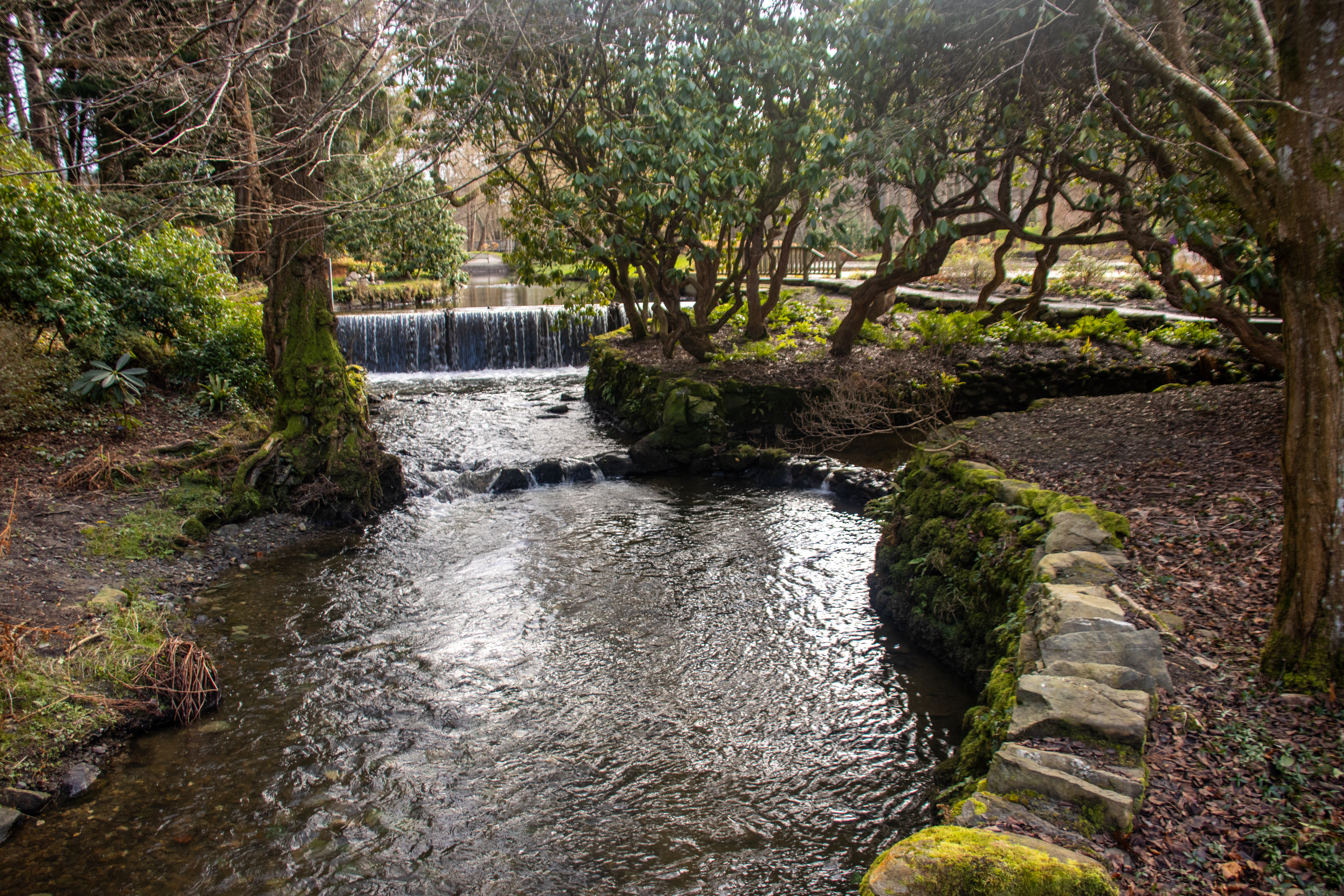
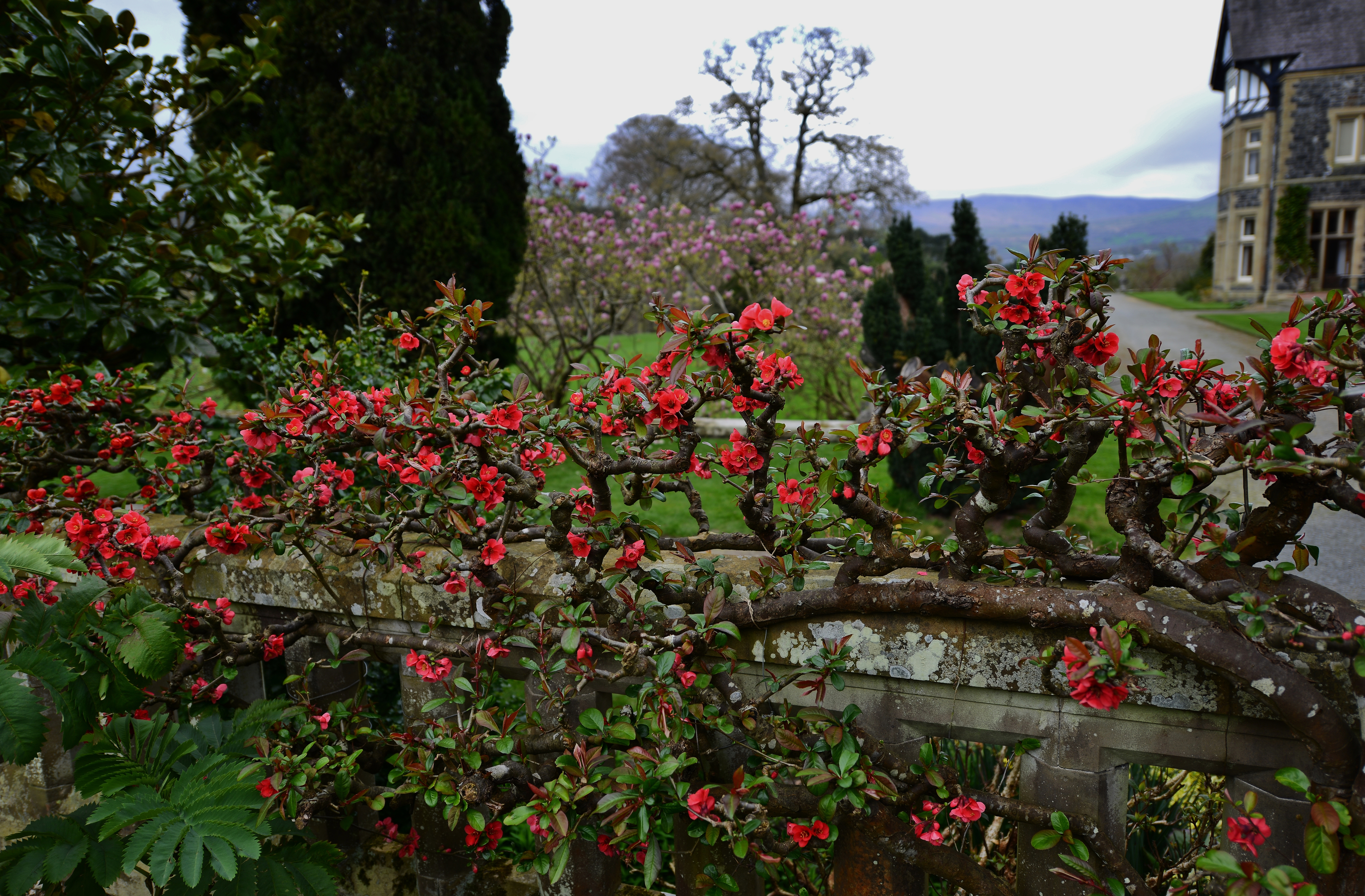
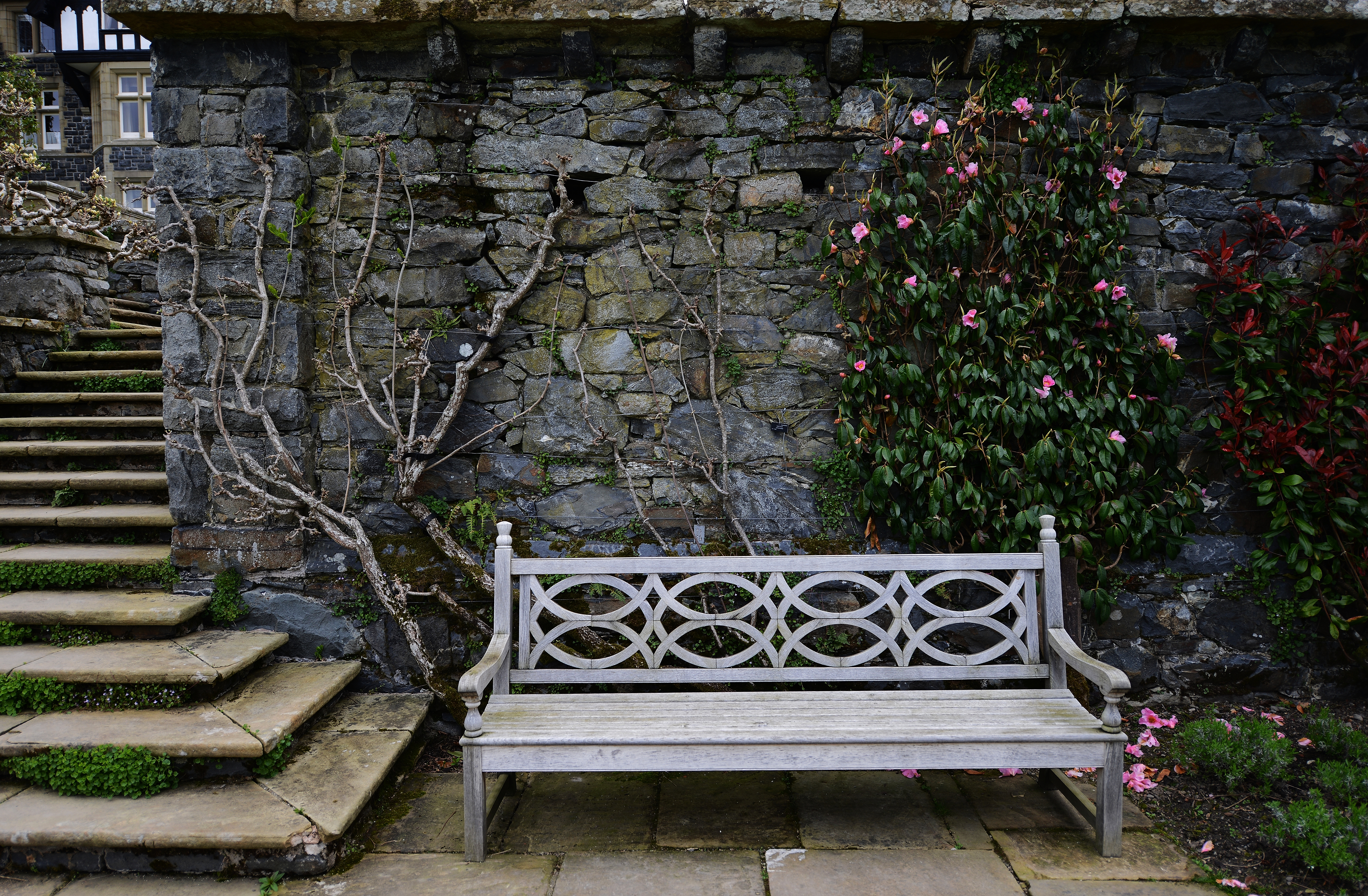
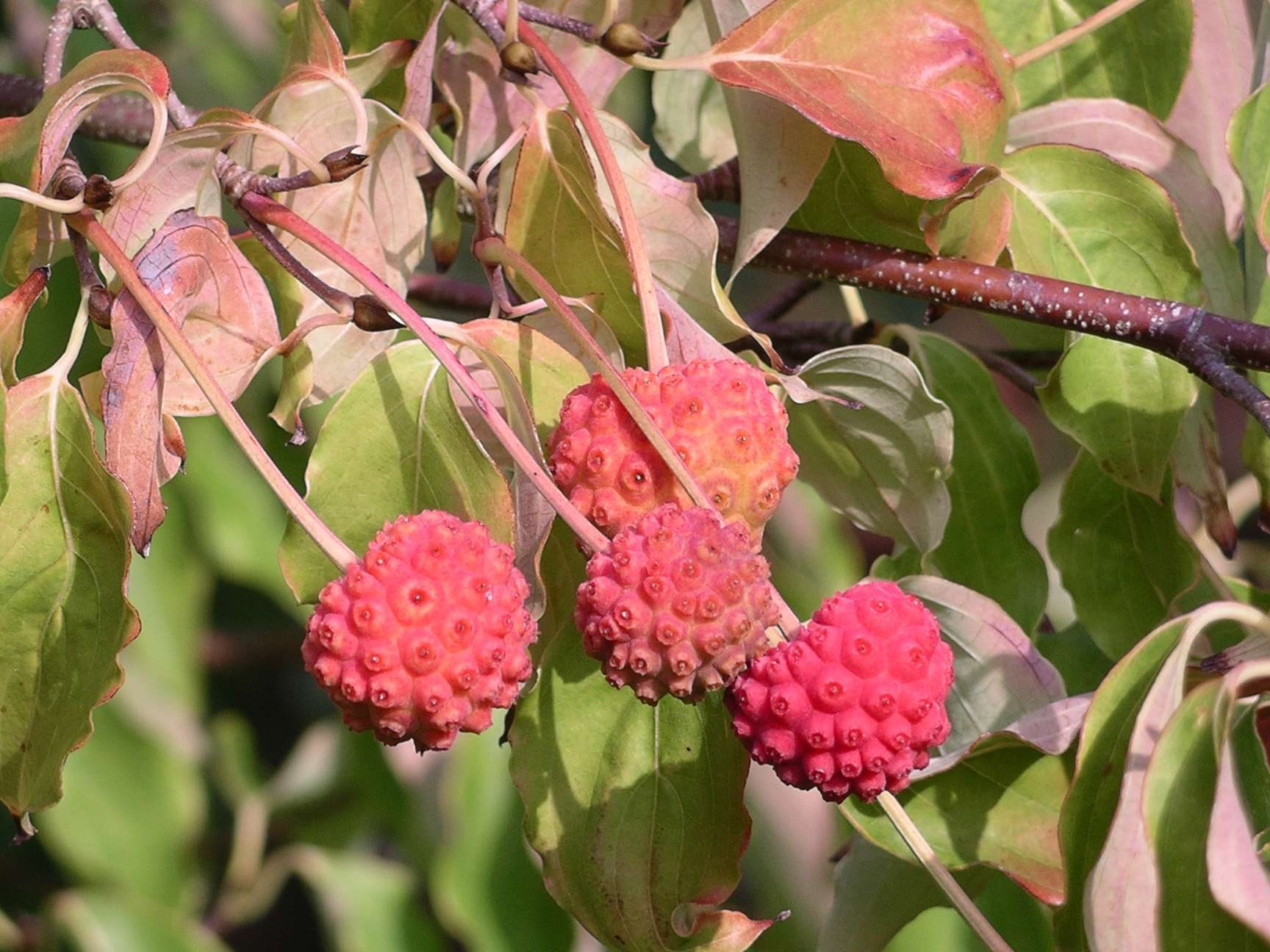